# Notophthiracarus coetzeeae
Notophthiracarus coetzeeae är en kvalsterart som beskrevs av Wojciech Niedbała 2006. Notophthiracarus coetzeeae ingår i släktet Notophthiracarus och familjen Phthiracaridae. Inga underarter finns listade i Catalogue of Life.